# فولکوس دی ویلارت

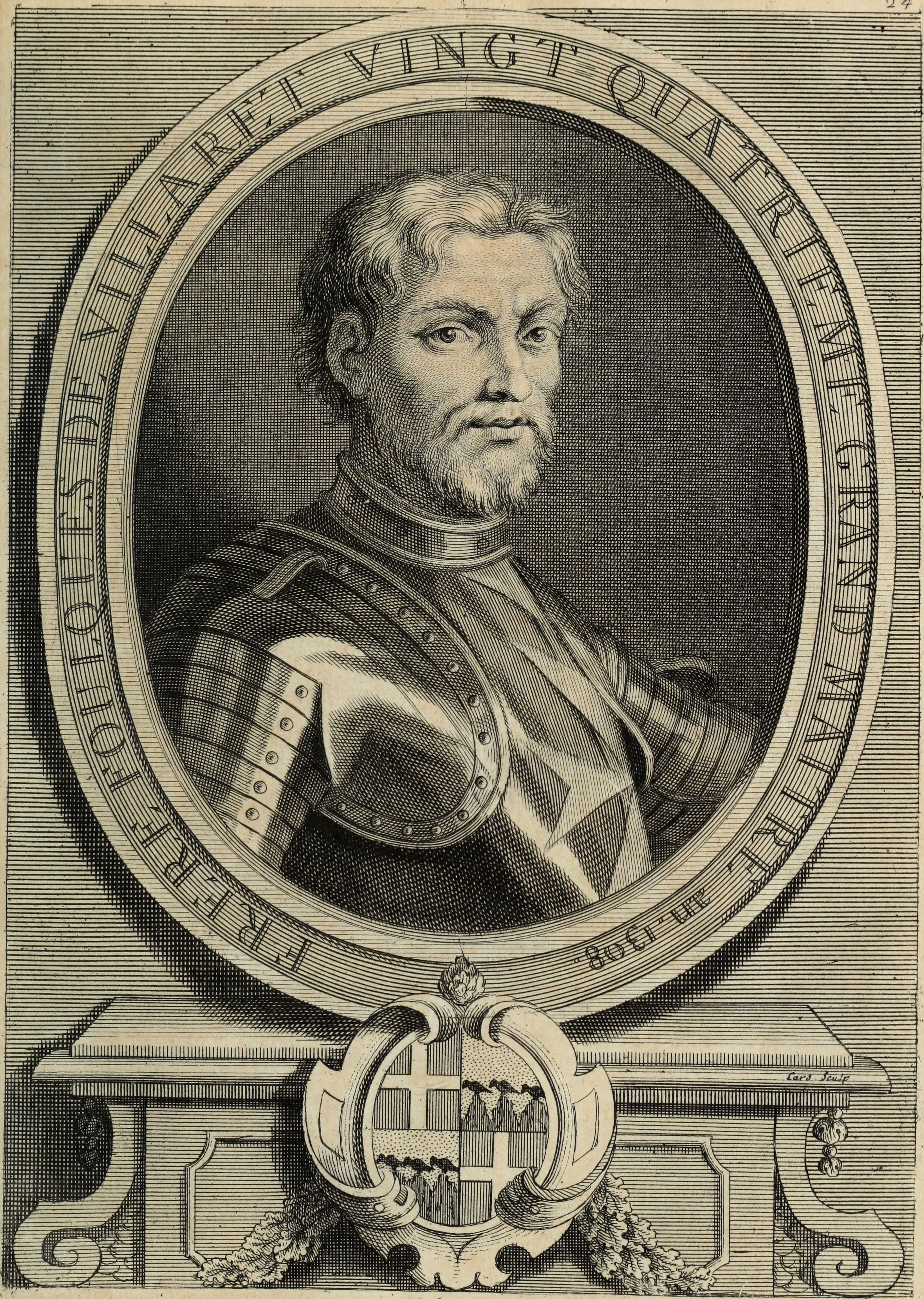
فولکوس دی ویلارت

فولکوس دی ویلارت (اکسیتانی: Folco del Vilaret) (درگذشت: ۱ اوت ۱۳۲۷) متولد لانگداک روسیون، فرانسه ۵۲امین استاد اعظم شوالیه‌های هوسپیتالر بود که در ۱۳۰۵ جانشین گیلمو دی ویلارت (عموی خود) شد.
شوالیه‌های هوسپیتالر در دوران فرماندهی او موفق شدند رودس را در سال ۱۳۰۹ به عنوان مقر فرماندهی خود برگزینند و کنترل بخش‌های کاستلوریزو و بودروم را نیز در دست گرفتند.